# تئودوروس ون گوگ

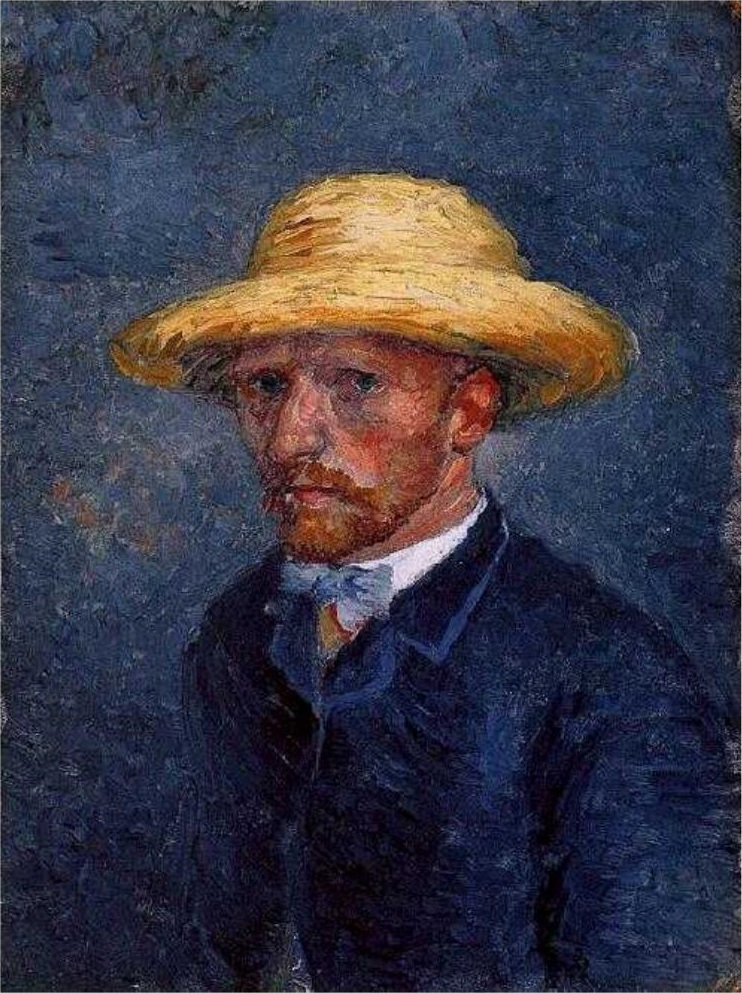
چهره تئو ون گوگ، پیش از این تصور می‌شد این یک خودنگاره از ونسان باشد ولی تحقیقاتی در سال ۲۰۱۱ نشان داده است که این چهره تئو است.[۱۷

تئودوروس ون گوگ (به هلندی: Theodorus van Gogh) (زادروز ۱ می۱۸۵۷-درگذشته ۲۵ ژانویه ۱۸۹۱) یک دلال آثار هنری موفق هلندی بود. وی همچنین برادر، حامی و صمیمی‌ترین دوست نقاش معروف ونسان ون گوگ بود.

## زندگی‌نامه
او در ۱۸۵۷ در روستای خروت زوندرت در استان برابانت شمالی، هلند به دنیا آمد. ونسان ون گوگ برادر بزرگتر او بود که مورد حمایت مالی تئو قرار داشت. تئودوروس همیشه با ونسان رابطهٔ بسیار صمیمی‌ای داشت و نامه‌های بسیاری به یکدیگر می‌نوشتند. تئو در واقع تنها فردی بود که در زمان حیات ونسان او و نقاشی‌هایش را عمیقاً درک می‌کرد. او همچنین تنها کسی بود که هنگام مرگ ونسان در کنارش بود و هر کاری که از دستش برمی‌آمد برای نجات زندگی او انجام داد. او در ۳۳ سالگی و شش ماه پس از مرگ برادرش ونسان در تاریخ ۲۵ ژانویه ۱۸۹۱ درگذشت.

### حرفه
او چند سال در دفتر شرکت دلالی آثار هنری پاریسی گروپیل و سی در هلند کار کرد و در سال ۱۸۷۳ به عنوان جوان‌ترین کارمند آن به دفتر بروکسل پیوست. تئو حتی زمانی که خود دستش تنگ بود مخارج ونسان را می‌پرداخت و در ازای آن ونسان تابلوهایش را برای او می‌فرستاد. او مخارج سفر ونسان به آرل در جنوب فرانسه و اقامتش در آن شهر را از درآمد خود پرداخت. ونسان امیدوار بود بتواند چند سال در آن‌جا با خیال آسوده کار کند تا سرانجام روزی با فروش تابلوهایش زحمات برادرش را جبران کند، البته این آرزوی ونسان هیچ‌گاه برآورده نشد.
وی به فروش تابلوهای نقاشی اشتغال داشت و باعث آشنایی ونسان با نقاشان امپرسیونیست شد. نقش او در محبوبیت نقاشان امپرسیونیستی چون کلود مونه با ترغیب کارمندانش به خرید آثار آنان مهم بود.